# 이집트인
이집트인(-人)은 이집트 국적을 가진 사람들을 지칭하거나, 또는 고대 이집트인의 후예와 주로 아랍인의 유입 등으로 형성된 이집트의 토착 거주민 및 민족 집단을 말한다.

## 언어
이집트인의 본래의 모국어는 이집트어이다. 이집트어는 고대 이집트의 상형 문자로 거슬러 올라가는 역사의 긴 언어이며, 현재에도 콥트어로 존속하고 있다. 그러나 현재 이집트에서 고대 이집트어의 후예인 콥트어를 사용하고 있는 화자는 적으며, 모국어로 사용하는 화자는 나일강 삼각주 남부에 있는 고립된 마을 정도 밖에 없는 실정이다. 이러한 결과는 7세기에 진행된 아랍인의 이집트 정복에서 유래된다. 이후 11세기까지 북부 이집트에서, 14세기까지 남부 이집트에서, 일반인의 일상 언어가 아랍어로 전환되었으며, 그 결과 17세기경에는 콥트 기독교인을 포함한 대부분의 이집트인이 아랍어를 사용하게 했다. 현재 이집트의 표준어는 현대 표준 아랍어이지만, 평상시에는 이집트 아랍어를 사용한다. 이 때문에 본래 이집트인은 아랍인이 아니었으나, 아랍어를 사용하게 되면서 무슬림 사이에서 스스로를 "아랍인"이라고 하는 의식이 지배적이다.

## 종교
이집트인의 본래의 종교는 고대 이집트 신화로 거슬러 올라가며, 3천년 넘게 고대 이집트 종교를 믿어왔다. 그러나 로마 제국의 정복 이후 1세기경에 유대 지방에서 기독교(오늘날의 콥트 교회)가 전파되었으며, 392년 기독교가 로마 제국의 국교가 되면서 대다수의 이집트인들은 기독교를 신봉하게 되었다.
하지만, 7세기에 이슬람의 정복을 받았다. 그 결과, 7세기 이후로 오랜 세월 동안 이슬람교로의 개종자가 증가하였기 때문에 현재 이집트인의 약 90%가 수니파 무슬림이다. 기독교인은 10% 미만이며 이집트 본래의 고대 종교는 자취만 남기고 사라졌다.

## 같이 보기
- 베자족